# Postel 2000 FC
Postel 2000 Football Club w skrócie Postel 2000 FC – czadyjski klub piłkarski z siedzibą w mieście Ndżamena, grający niegdyś w pierwszej lidze czadyjskiekj.

## Sukcesy
- I liga[1]:
  - mistrzostwo (2): 1993, 1995.

- Puchar Czadu[2]:
  - zwycięstwo (1): 1991.

## Występy w afrykańskich pucharach
| Sezon | Rozgrywki                 | Runda   | Kraj                         | Klub             | Dom | Wyjazd |     |
| ----- | ------------------------- | ------- | ---------------------------- | ---------------- | --- | ------ | --- |
| 1992  | Puchar Zdobywców Pucharów | wstępna | Benin                        | Mogas 90 FC      | 2–0 | 0–3    | 2–3 |
| 1994  | Puchar Mistrzów           | wstępna | Republika Środkowoafrykańska | AS Tempête Mocaf | 0–1 | 0–2    | 0–3 |
| 1996  | Puchar Mistrzów           | wstępna | Kongo                        | AS Cheminots     | 2–0 | 1–1    | 3–1 |
| 1996  | Puchar Mistrzów           | 1       | Wybrzeże Kości Słoniowej     | ASEC Mimosas     | 0–1 | 0–4    | 0–5 |

## Stadion
Domowe mecze klub rozgrywa na stadionie o nazwie Stade Omnisports Idriss Mahamat Ouya w Ndżamenie, który może pomieścić 30000 widzów.